# 日本ウイグル連盟
日本ウイグル連盟（にほんウイグルれんめい, 英語: Japan Uyghur Union, ウイグル語: ياپونىيە ئۇيغۇر بىرلىكى / Yaponiye Uyghur Birliki）は、在日ウイグル人であるトゥール・ムハメットが代表を名乗っている政治団体。組織実態は不明。世界ウイグル会議の傘下団体ではない。

## 沿革
- 2015年10月18日、世界ウイグル会議の活動に参加している在日ウイグル人と日本人支援者によって設立。同日付で参加資格を失った日本ウイグル協会に替わり、世界ウイグル会議の構成団体となった[2]。
- 2017年11月、ドイツで開催された第6回世界ウイグル会議代表大会にてドルクン・エイサが新総裁に就任。[3]前総裁のラビア・カーディルは世界ウイグル会議特別指導者として世界ウイグル会議の新指導部とは独立した活動を行うことを表明。前副総裁のセイット・トムチュルク等8人を各地域におけるラビア・カーディルの特別代表として任命し、日本ウイグル連盟のトゥール・ムハメットは日本・東アジア地域特別代表に就任した[4]。世界ウイグル会議の新指導部は日本ウイグル協会会長のイリハム・マハムティを世界ウイグル会議、東アジア太平洋地域全権代表に任命。[3][5]。世界ウイグル会議の日本における代表が日本ウイグル協会であり、日本ウイグル連盟はラビア・カーディルの代表となった[要出典]。
- 2018年9月、セイット・トムチュルクとトゥール・ムハメットの２人が世界ウイグル会議に対抗して、フランスのパリで東トルキスタン国民会議の設立を宣言。トゥール・ムハメットは同会議の傘下に位置づける東トルキスタン独立運動組織を名乗り自ら議長に就任する。トゥール・ムハメットによると日本ウイグル連盟もこの東トルキスタン国民会議に属しているとのことだが、組織実態があるのかわからず詳細は不明。2017年の世界ウイグル会議新執行部発足以来トゥール・ムハメットは世界ウイグル会議とは距離を取っていたが、これによってトゥール・ムハメットの世界ウイグル会議からの分裂が明確となった。
- 2018年10月、トゥール・ムハメットがラビア・カーディルの日本代表を解任される。[6]前月に世界ウイグル会議から分裂し、さらにラビア・カーディルからも切られたことにより孤立が鮮明化した。
- 2018年12月、事務所を現在地に移転するとトゥール・ムハメットがSNS上において発表。連盟の設立以来事務所を提供してきていた小島孝之（アジア民主化運動）は事前に全く聞いていなかったと激怒し対立することとなる。
- 2019年2月、在日ウイグル人約50人が都内に集まり、今後の運動を日本ウイグル協会または日本ウイグル連盟または新しい団体を作って行なうかについて、話し合いと投票を行なう会議を開催したが、当初参加する予定だったトゥール・ムハメットは当日会場に姿を現さず、連絡にも出なかった。投票で負けることを予期して、参加しなかったのではないかと言われている。投票の結果、日本ウイグル協会に運動を集約することが決まった。これまでイリハム・マハムティの日本ウイグル協会、トゥール・ムハメットの日本ウイグル連盟と、双方とも個人団体の性格が強かったが、この会議と投票により、世界ウイグル会議の日本支部でありかつ日本在住のウイグル人が多数結集した日本ウイグル協会が運動の主導権を握ることとなった。日本ウイグル国会議員連盟事務局長の長尾敬が「日本ウイグル協会が公式の窓口」とSNS上でも繰り返し正式に表明している。
- 2020年11月、塚本保嗣（大日本愛国団体連合・時局対策協議会 副議長、日本正統會 代表、大日本愛国党九州連合会 常任顧問）が九州支部長に就任。
- 塚本保嗣九州支部長は、大日本愛国党が毎週日曜日に福岡県のJR博多駅前博多口広場において行なっている「日の丸世直し街頭演説会」において、ウイグル国旗を持ってウイグル問題を演説している。
- 2021年7月4日、トゥール・ムハメット会長と塚本保嗣九州支部長が、「悪魔中国共産党設立100周年粉砕デモ行進」と題して、右翼団体との共催で約50台の右翼団体街宣車とともに駐福岡中国総領事館前での抗議活動を行う。

## 役員
- 会長 - トゥール・ムハメット[1]
- 理事 - セイット・トムチュルク（トルコ在住）、オマル・カナット（アメリカ在住）
- 九州支部長 - 塚本保嗣